# Спрогё
Спрогё (дат. Sprogø) — необитаемый остров в центре пролива Большой Бельт, между городом Нюборг на восточном берегу острова Фюн и городом Корсёр на острове Зеландия. Мост Большой Бельт соединяет остров Спрогё с островами Фюн и Зеландия. Административно относится к коммуне Слагельсе в области Зеландия.
В XII веке король Вальдемар I Великий построил на острове крепость, которая вместе с крепостями в Корсёре и Нюборге контролировала пролив Большой Бельт.
В 1809 году на острове построен первый маяк. В 1868 году построен другой маяк, в 1904 году маяк перестроен, заменён источник света. В 1947 году снова источник света заменён на лампу накаливания. 9 августа 1980 года маяк прекратил свою работу. В 1987 году маяк объявлен памятником, 23 июня 1997 года его снова зажгли. В сентябре 2017 года лампу накаливания на маяке заменили на диодную. Маяк построен на фундаменте крепостной башни.
В начале XX века остров принадлежал Государственным железным дорогам Дании (Danske Statsbaner), служил телеграфной станцией и промежуточной станцией для буеров, когда пролив Большой Бельт замерзал.
В 1923 году остров арендовал Кристиан Келлер (Christian Keller). Он открыл тюрьму для «умственно отсталых женщин, чей эротизм представляет собой значительную угрозу для свободного общества ввиду распространения венерических заболеваний». Женщин подвергали стерилизации. Учреждение Келлера закрыто в 1961 году. Описание женской тюрьмы на Спрогё создал Юсси Адлер-Ольсен (Jussi Adler-Olsen) в романе «Журнал 64» (Journal 64, 2014), экранизированном в 2018 году («Мистериум. Журнал 64»).